# Da Vinci Code (film)
Pour le roman d'origine, voir Da Vinci Code.
Série Robert Langdon
Anges et Démons
(2009)
Pour plus de détails, voir Fiche technique et Distribution.
Da Vinci Code ou Le Code Da Vinci au Québec (The Da Vinci Code) est un thriller réalisé par Ron Howard, sorti en 2006.
Le film est une adaptation du roman éponyme de l'Américain Dan Brown et compose le premier volet de la trilogie cinématographique de Robert Langdon, mais est en fait le second volet de la pentalogie littéraire, après Anges et Démons.
Le film débute une nuit, alors que le professeur Robert Langdon, éminent spécialiste de symbologie, donne une conférence en France. Après son intervention, il signe ses livres aux personnes venues assister à la conférence. Il est alors approché par le lieutenant Collet qui lui demande de venir d'urgence au musée du Louvre : le conservateur du musée Jacques Saunière a été assassiné, mais, avant de mourir, il a laissé derrière lui de mystérieux symboles. Avec l'aide de la cryptologue Sophie Neveu, Langdon va mener l'enquête et découvrir des signes dissimulés dans les œuvres de Léonard de Vinci. Tous les indices convergent vers une organisation religieuse aussi mystérieuse que puissante, prête à tout pour protéger un secret capable d'anéantir un dogme bimillénaire.
Le film est sorti le mercredi 17 mai 2006 en France et a fait le jour même l'ouverture du festival de Cannes. La sortie mondiale a eu lieu le 19 mai 2006. Il a connu des critiques mitigées.

## Synopsis
Une nuit au musée du Louvre, à Paris, le conservateur Jacques Saunière (Jean-Pierre Marielle) est poursuivi par Silas (Paul Bettany), moine albinos membre de l'Opus Dei. Silas exige de Saunière qu'il lui révèle l'emplacement du Saint Graal, mais ce dernier lui ment pour protéger le secret. Silas lui tire dessus et le laisse pour mort. Avant de succomber, Saunière met en scène son propre cadavre en imitant l'Homme de Vitruve de Léonard de Vinci. Il dessine un pentacle sur son torse avec son propre sang et écrit un message codé accompagné d'une suite de chiffres et du nom Robert Langdon (Tom Hanks). L'inspecteur Bezu Fache (Jean Reno) de la police judiciaire française convoque Robert Langdon, professeur américain de symbologie, pour l'aider à décrypter ces indices. Cependant, Langdon ignore qu'il est en réalité le principal suspect du meurtre. La cryptologue Sophie Neveu (Audrey Tautou), qui travaille pour la police et est également la petite-fille de Saunière, prévient secrètement Langdon. Elle lui révèle que le message caché de son grand-père contenait la mention « P.S. Trouver Robert Langdon », où P.S. fait référence à Princesse Sophie (Sophie Neveu), comme l'appelait son grand-père, signifiant qu'elle doit entrer en contact avec Robert Langdon, le seul en qui il avait confiance. Grâce à une ruse, Sophie et Langdon échappent à la police et fuient le Louvre.
En analysant les indices laissés par Saunière, Langdon et Sophie découvrent une clé derrière le tableau de La Vierge aux rochers de Léonard de Vinci. Cette clé porte le symbole de la Fleur de lys, indiquant qu'elle appartient à un coffre sécurisé de la Banque Dépositaires de Zurich. Arrivés à la banque, ils utilisent la clé pour ouvrir un coffre et y trouvent un cryptex, un cylindre inventé par Léonard de Vinci. Le cryptex contient un message écrit sur du papyrus et protégé par un mécanisme à code. Toute tentative d'ouverture forcée détruirait le message avec un liquide dissolvant. Le directeur de la banque, après avoir initialement aidé Langdon et Sophie à s'échapper, tente ensuite de les trahir. Malgré cela, ils parviennent à fuir et trouvent refuge chez Sir Leigh Teabing (Ian McKellen), un historien britannique spécialiste du Graal.
Teabing explique que, contrairement aux croyances populaires, le Saint Graal ne serait pas une coupe sacrée, mais Marie-Madeleine elle-même. Selon lui, elle aurait été l'épouse de Jésus-Christ et aurait donné naissance à une lignée secrète protégée par le Prieuré de Sion. Teabing montre à Langdon et Sophie la célèbre fresque de La Cène de Léonard de Vinci, affirmant que la figure assise à la droite de Jésus n'est pas l'apôtre Jean, mais Marie-Madeleine. Il soutient que l'Église catholique aurait dissimulé cette vérité pendant des siècles pour maintenir l'image divine de Jésus. Ils réalisent que le cryptex contient un indice menant à l'abbaye de Westminster, en Angleterre, où se trouverait un second cryptex plus petit, contenant le secret ultime du Graal.
Alors qu'ils préparent leur départ, Silas fait irruption dans la demeure de Teabing pour voler le cryptex, mais il est neutralisé. Le groupe s'envole pour Londres, avec l'intention de résoudre l'énigme du cryptex. À l'abbaye de Westminster, Langdon et Sophie découvrent que Leigh Teabing est en réalité « l'Instructeur », le mystérieux commanditaire des meurtres. Teabing a manipulé Silas et l'Opus Dei afin de retrouver le Graal et révéler son secret au monde. Armé, Teabing force Langdon à ouvrir le cryptex. Mais Langdon, utilisant un stratagème, feint de résoudre l'énigme et jette le cryptex en l'air, le faisant éclater sur le sol. Privé du message, Teabing est arrêté par la police.
Sophie et Langdon poursuivent leur quête et se rendent à la chapelle de Rosslyn, en Écosse, où ils pensent découvrir la tombe de Marie-Madeleine. Sur place, ils rencontrent une femme âgée qui leur révèle un ultime secret : Sophie Neveu est la dernière descendante de Jésus-Christ. Elle apprend ainsi qu'elle appartient à la lignée du Christ, préservée secrètement depuis des siècles. Langdon retourne ensuite à Paris, où il repasse en revue les indices laissés par Saunière. Il réalise alors que la tombe de Marie-Madeleine est cachée sous la pyramide inversée du Louvre. Il se rend sur place et s'agenouille devant la pyramide, comprenant que le secret du Graal est bien protégé.

## Fiche technique
- Titre original : The Da Vinci Code
- Titre français : Da Vinci Code
- Titre québécois : Le Code Da Vinci
- Réalisation : Ron Howard
- Scénario : Akiva Goldsman, d'après l'œuvre de Dan Brown
- Musique originale : Hans Zimmer
- Direction artistique : Giles Masters et Tony Reading
- Décors : Allan Cameron
- Costumes : Daniel Orlandi
- Photographie : Salvatore Totino
- Son : Anthony J. Ciccolini III, Neil Kingsbury, Kevin O'Connell
- Montage : Daniel P. Hanley et Mike Hill
- Production : John Calley, Brian Grazer et Ron Howard

Production déléguée : Dan Brown et Todd Hallowell
Production associée : Kathleen McGill et Louisa Velis
- Sociétés de production[1] :
  - États-Unis : Imagine Entertainment, Sony Pictures Entertainment[2], avec la participation de Columbia Pictures
  - Royaume-Uni : Skylark Productions
  - Malte : avec le soutien du Gouvernement de Malte
- Sociétés de distribution :
  -  Mondial : Sony Pictures Entertainment (Tous médias)
  - États-Unis : Columbia Pictures (une société Sony Pictures Entertainment) ; Sony Pictures Releasing
  - Royaume-Uni : Sony Pictures Releasing
  - France : Gaumont / Columbia TriStar Films
  - Suisse : Buena Vista International
- Budget : 125 millions de $[3]
- Pays :  États-Unis,  Malte,  France,  Royaume-Uni
- Langues originales : anglais, français, latin, espagnol
- Format[4] : couleur (DeLuxe) - 35 mm / D-Cinema - 2,39:1 (Cinémascope) - son DTS | Dolby Digital | SDDS | Dolby Atmos
- Genre : thriller, film à énigme
- Durée : 149 minutes / 174 minutes (version longue)
- Dates de sortie[5] :
  - France : 17 mai 2006 (sortie nationale et Festival de Cannes)
  - Belgique, Suisse romande, Monaco : 17 mai 2006
  - États-Unis, Canada, Royaume-Uni : 19 mai 2006
- Classification[6] :
  -  États-Unis : Accord parental recommandé, film déconseillé aux moins de 13 ans (certificat #41475) (PG-13 - Parents Strongly Cautioned)[Note 1].
  -  Québec : 13 ans et plus (13+ / 13 years and over).
  -  Royaume-Uni : Les enfants de moins de 12 ans doivent être accompagnés d'un adulte (12A - Suitable for 12 years and over).
  -  Royaume-Uni : Interdit aux moins de 15 ans pour la version longue (15 - Suitable only for 15 years and over).
  -  France : Tous publics (visa d'exploitation no 113651 délivré le 28 avril 2006)[7].

## Distribution
- Tom Hanks (VF : Jean-Philippe Puymartin, VQ : Bernard Fortin) : Robert Langdon, professeur de symbologie
- Audrey Tautou (VF et VQ : elle-même) : Sophie Neveu, cryptologue
  - Garance Mazureck : Sophie Neveu, à 10 ans
- Jean Reno (VF et VQ : lui-même) : Commissaire Bézu Fache
- Ian McKellen (VF : Bernard Dhéran, VQ : Guy Nadon) : Sir Leigh Teabing
- Paul Bettany (VF : Jérôme Pauwels, VQ : Patrice Dubois) : Silas
  - Hugh Mitchell : Silas, jeune
- Alfred Molina (VF : Philippe Faure, VQ : Luis de Cespedes) : Mgr Manuel Aringarosa
- Jürgen Prochnow (VF : Féodor Atkine, VQ : James Hyndman) : Andre Vernet
- Jean-Yves Berteloot (VF : lui-même, VQ : Daniel Picard) : Remy Legaludec
- Étienne Chicot (VF : lui-même, VQ : Benoit Rousseau) : lieutenant Collet
- Jean-Pierre Marielle (VF : lui-même) : Jacques Saunière, conservateur du musée du Louvre, grand-père adoptif de Sophie
- Marie-Françoise Audollent (VF : elle-même et VQ : Françoise Faucher) : Sœur Sandrine
- Rita Davies : Marie Chauvel Saint Clair, grand-mère de Sophie
- Seth Gabel (VF : Nessym Guetat et VQ : Martin Watier) : Michael
- Denis Podalydès (VQ : François Sasseville) : contrôleur aérien
- Xavier de Guillebon : Junkie
- Agathe Natanson : prêtre rituel
- Tonio Descanvelle : garde de la banque
- Dan Brown : quand Langdon signe des autographes (caméo)
- Shane Zaza(VF : Philippe Bozo) : un passager dans le bus

Source et légende : Version française (VF) sur AlloDoublage et Version québécoise (VQ) sur Doublage Québec.

Les principaux acteurs
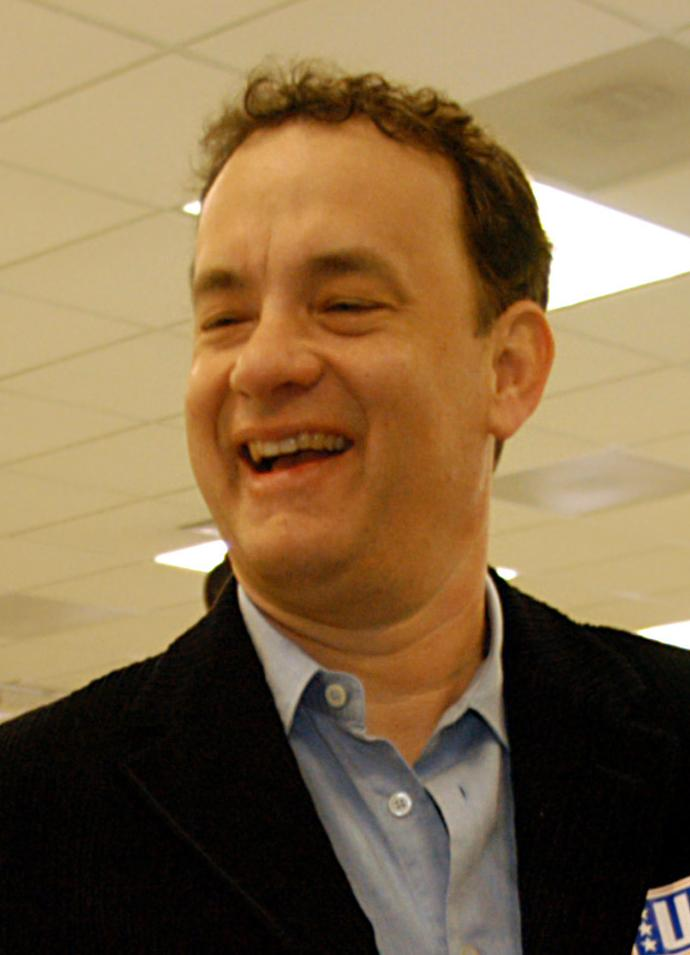
Tom Hanks
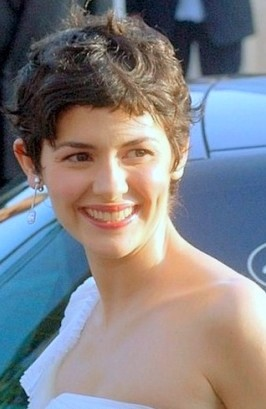
Audrey Tautou
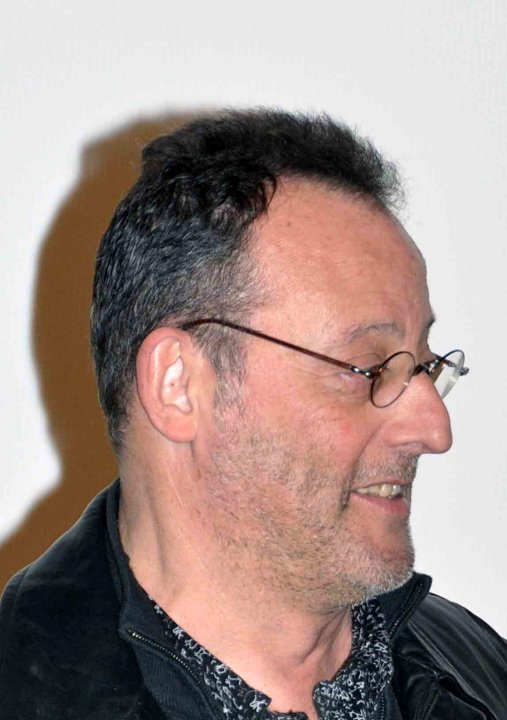
Jean Reno
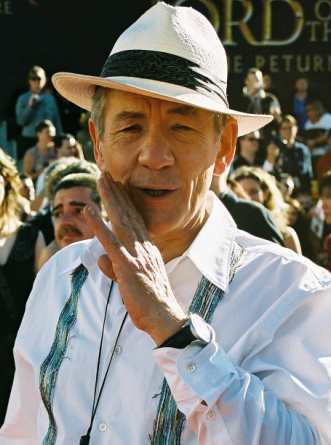
Ian McKellen
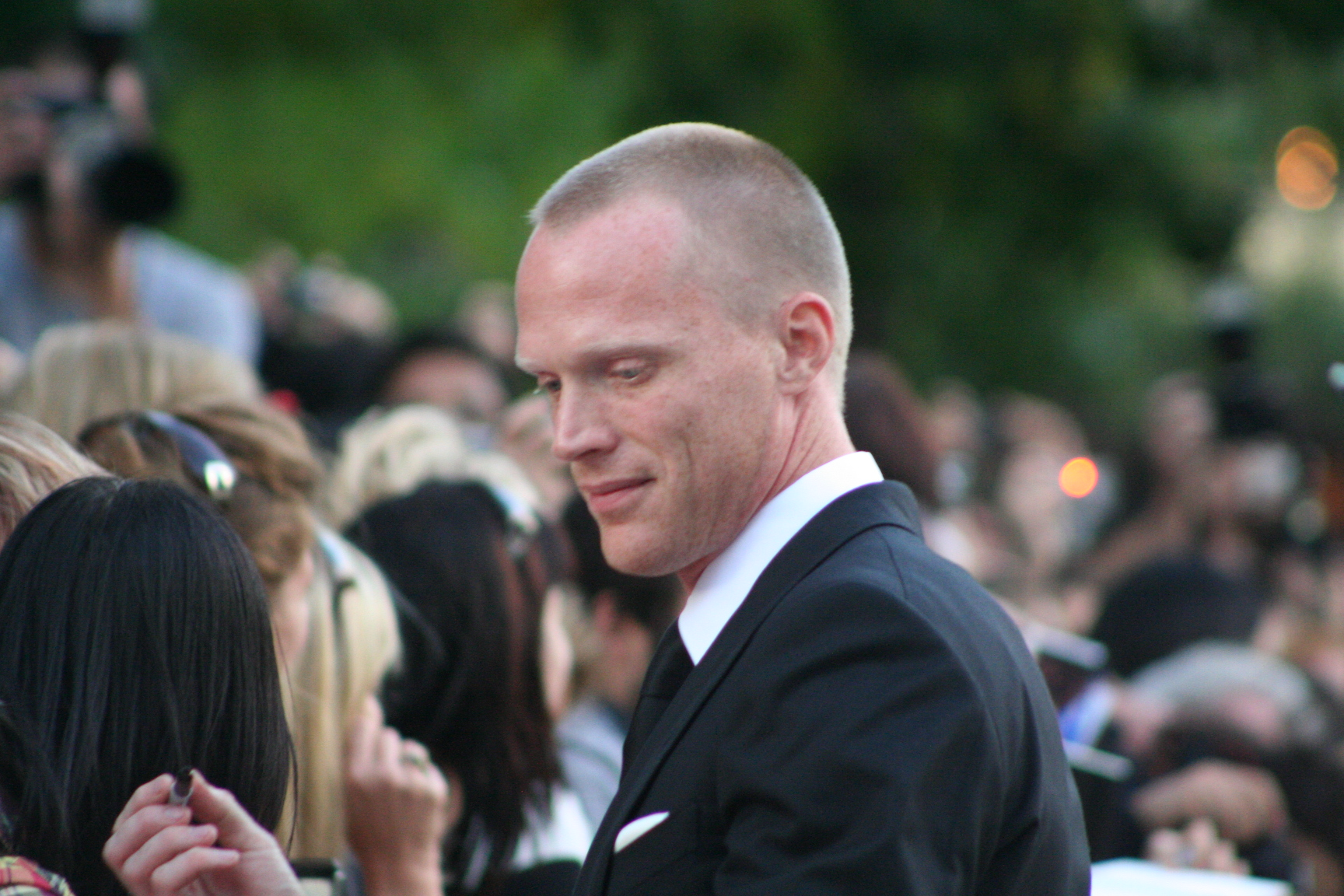
Paul Bettany

C'est la troisième fois que le réalisateur Ron Howard et l'acteur Tom Hanks travaillent ensemble, ils avaient déjà collaboré sur les films Splash en 1984 et sur Apollo 13 en 1995.

## Production
Les droits du livre ont été achetés à 6 millions de dollars par Sony Pictures pour en faire l'adaptation. Dan Brown avait précédemment refusé une offre de Joel Surnow, qui voulait utiliser la trame du roman pour en faire une saison, probablement la troisième, de la série 24 heures chrono. On remarqua par coïncidence que le photographe de Dan Brown est un certain J. Bauer, la tonalité étant proche de Jack Bauer, le héros de 24 heures chronos.
C'est le producteur Brian Grazer qui a été choisi par Sony pour la production de ce film.

### Scénario
Le scénario du film est écrit pour le grand écran par Akiva Goldsman, célèbre auteur de films à succès comme I, Robot ou Un homme d'exception, pour lequel il a déjà travaillé avec Ron Howard.

### Choix des interprètes
Russell Crowe, qui a  collaboré plusieurs fois avec le réalisateur, était un temps pressenti pour avoir le rôle de Robert Langdon. Concernant le rôle Sophie Neveu, les actrices Amira Casar, Elsa Zylberstein, Linda Hardy, Judith Godrèche, Virginie Ledoyen ou encore Sophie Marceau ont également été envisagées.

### Tournage

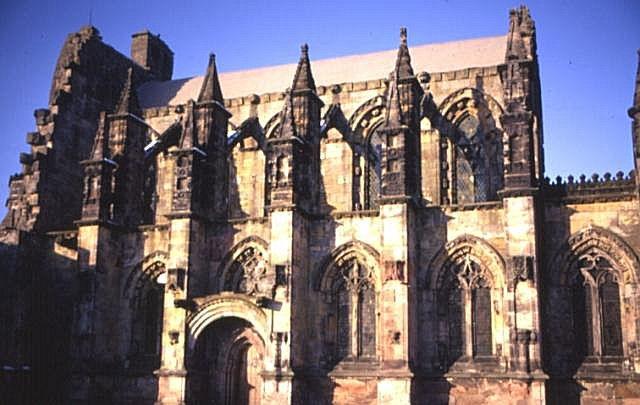
Rosslyn Chapel

Le ministère français de la Culture a accepté que le tournage se déroule de nuit à l'intérieur du Louvre, où les prises de vues ont commencé le 30 juin 2005 pour s'achever le 19 octobre 2005 en Angleterre. Le dernier tournage à avoir eu lieu au Louvre remontait à 2002, pour le film Innocents: The Dreamers (The Dreamers) de Bernardo Bertolucci, essentiellement pour refaire la célèbre course dans les couloirs du musée de Bande à part, de Jean-Luc Godard. Par ailleurs, l'autorisation de filmer à l'intérieur de l'église parisienne Saint-Sulpice n'a pas été demandée : l'intérieur de l'église et celui de la chambre d'hôtel ont été reconstitués et tournés en studio à Londres.
Les scènes censées se passer au Château de Villette ont été tournées à Burghley House dans le Lincolnshire, l'Abbaye de Westminster est en fait la cathédrale de Lincoln, les vues de Castel Gandolfo sont en fait prises au château de Belvoir (Leicestershire).
Une grande partie des scènes d'intérieurs ont été tournées dans les studios de Pinewood.
De plus, la fin du film se déroule dans la célèbre Rosslyn Chapel, à Edinbourg en Écosse. Exactement comme dans le roman éponyme d'où le film est tiré.

### Musique
La musique est composée par Hans Zimmer, qui venait d'achever les compositions de Batman Begins et de Pirates des Caraïbes : Le Secret du coffre maudit. Au départ, Ron Howard avait désigné son collaborateur de longue date, James Horner, mais comme il travaillait sur Le Nouveau Monde de Terrence Malick, il ne pouvait entreprendre la musique d'une autre œuvre.

## Accueil

### Accueil critique
Sur l'agrégateur américain Rotten Tomatoes, le film récolte 26 % d'opinions favorables pour 258 critiques et d'une note moyenne de 4,80 / 10. Le consensus des critiques déclare : « Ce qui fait du roman de Dan Brown un best-seller n'est évidemment pas présent dans cette adaptation cinématographique terne et gonflée de Da Vinci Code. ».

### Festival de Cannes
Le film a fait l'ouverture du 59e Festival de Cannes le 17 mai 2006 en étant présenté hors-compétition. Les principaux acteurs étaient présents pour cette première, avec Tom Hanks, Audrey Tautou, Jean Reno, Paul Bettany, Ian McKellen et Alfred Molina de même que l'auteur du livre Dan Brown.
Lors de la première, le film ne génère pas vraiment d'engouement chez les critiques qui estiment le plus souvent qu'il s'agit d'une bonne adaptation mais sans être un chef-d'œuvre. Bien que lors de la projection de presse, on pointa un accueil frais, voire ricanant,.

### Box-office
Lors de sa sortie, le public abonda dans les salles de cinéma du monde entier, générant plus de 217 millions de dollars seulement aux États-Unis pour un budget de 125 millions de dollars. Diffusé dans quelque 90 pays, il totalise 540 millions de dollars dans le reste de la planète, donnant un total de 757 millions de dollars, un des plus gros succès dans l'industrie du cinéma. En France, ce sont 4 189 465 spectateurs qui sont allés voir le film.

### Polémiques
Début mai 2006, à l'approche de la sortie du film en France, des associations catholiques commencent une campagne contre le film, notamment en collant des placards sur les affiches dans les rues.
Bien que des responsables religieux condamnent le film, les Églises condamnent tout boycottage et toute action contre ce film :

« Le rôle de l'Église dans cette affaire est de donner des éléments de compréhension et d'analyse. Nous désapprouvons toute action violente qui viserait à empêcher des projections ou des gens de s'y rendre. Ce n'est qu'un film, il y a des choses plus graves qui se passent dans le monde. »

— Jean-Michel di Falco, Président du Conseil pour la communication de la Conférence des Évêques de France
En Azerbaïdjan, des responsables politiques musulmans se sont prononcés contre ce film. De même, en Thaïlande, pays à majorité bouddhiste, la Commission nationale de censure a recommandé de supprimer les dix minutes qui sont importantes pour la compréhension du film. Sony Pictures a contesté cette décision. Finalement, un compromis a été trouvé à l'issue des négociations. Aucune partie du film n'a été censurée mais une indication, suivant laquelle le film était construit à partir de faits purement fictifs, est affichée de manière bien visible avant le générique du début du film.
Aux Samoa, pays à très forte tradition chrétienne, la diffusion du film fut interdite par le Comité de Censure, à la requête du Conseil des Églises samoan. Le même Comité allait censurer la diffusion du film Harvey Milk trois ans plus tard, le déclarant « contraire aux croyances chrétiennes. »
L'Opus Dei a longtemps demandé avant la sortie du film que son nom ne soit pas cité dans le film par crainte pour son image. La production a minimisé les amalgames en diffusant un bandeau au début du film indiquant : « Toute similitude avec des faits réels ne serait que pure coïncidence ».

## Distinctions
Entre 2006 et 2007, Da Vinci Code a été sélectionné 35 fois dans diverses catégories et a remporté 9 récompenses,.

### Récompenses
- The Stinkers Bad Movie Awards 2006 : Pire coiffure à l'écran décerné à Tom Hanks.
- Prix Schmoes d'or (Golden Schmoes Awards) 2006 : Schmoes d'or du Film le plus surestimé de l'année.
- Pupitre d'or 2006 :
  - Pupitre d'or de la Meilleure performance masculine décerné à Roberto Chevalier,
  - Pupitre d'or de la Meilleure direction de doublage décerné à Manlio De Angelis.
- Gérard du cinéma 2007 : Gérard de la Plus mauvaise réplique[27].
- Prix international de la critique de musique de film (International Film Music Critics Award  (IFMCA)) 2007 :
  - Prix IFMCA de la Meilleure musique originale pour un film d'action / aventure / thriller décerné à Hans Zimmer.
- Prix Jupiter 2007 : Prix Jupiter de la Meilleure actrice internationale décerné à Audrey Tautou.
- Société Américaine des Compositeurs, Auteurs et Éditeurs de Musique 2007 :
  - Prix ASCAP des Meilleurs films au box-office décerné à Hans Zimmer.
- Prix Yoga (Yoga Awards) 2007 : Prix Yoga du Pire acteur étranger décerné à Tom Hanks.

### Nominations
- Festival de Cannes 2006[27] :
  - Film d'ouverture pour Ron Howard,
  - Longs métrages - Hors-compétition pour Ron Howard.
- Festival du film de Hollywood[27] : Film de l'année (soumis au vote des internautes) pour Ron Howard.
- Prix de la bande-annonce d'or 2006 :
  - Meilleure voix off (Pour le teaser),
  - Meilleur blockbuster de l'été 2006 (Pour le teaser).
- Prix du jeune public 2006 : Meilleur Vilain pour Ian McKellen.
- Prix Satellites 2006 :
  - Meilleure musique de film pour Hans Zimmer,
  - Meilleurs effets visuels pour Kevin Ahern,
  - Meilleur son (montage et mixage) pour Anthony J. Ciccolini III, Kevin O'Connell et Greg P. Russell,
  - Meilleurs Extras DVD.
- Prix Schmoes d'or (Golden Schmoes Awards) 2006 :
  - Pire film de l'année,
  - La plus grande déception de l'année.
- Association des critiques de cinéma 2007 : Meilleur compositeur pour Hans Zimmer.
- Bidets d'or 2007 : Bidet d'or de l'actrice pour Audrey Tautou[27].
- Éditeurs de sons de films 2007 : Meilleur montage sonore dans un long métrage : dialogue et remplacement automatisé des dialogues pour Anthony J. Ciccolini III, Daniel Pagan, Deborah Wallach, Teri E. Dorman, Karen Spangenberg, Gloria D'Alessandro, Linda Folk et Laura Graham.
- Gérard du cinéma 2007 : Gérard de la compromission alimentaire pour Jean-Pierre Marielle[27].
- Globes d'or 2007 : Meilleure musique de film pour Hans Zimmer.
- Guilde des directeurs artistiques 2007 :
  - Meilleur film contemporain pour Allan Cameron, Giles Masters, Tony Reading, Patricia Johnson, Alex Cameron et Jean-Michel Ducourty.
- Prix de l'académie japonaise 2007 : Meilleur film en langue étrangère.
- Prix du public 2007 : Film dramatique de l'année.
- Prix Grammy 2007 : Meilleur album de bande-son pour le cinéma, la télévision ou d'autres médias visuels pour Hans Zimmer.
- Prix international de la critique de musique de film (International Film Music Critics Award  (IFMCA)) 2007 :
  - Meilleure musique de film de l'année pour Hans Zimmer,
  - Meilleure composition de musique de film de l'année pour Hans Zimmer.
- Prix Razzie 2007 : Pire réalisateur pour Ron Howard[26],[27].
- Société des effets visuels 2007 :
  - Meilleurs effets visuels secondaires dans un film pour Barrie Hemsley, Angus Bickerton, Gary Brozenich et Paul Riddle,
  - Meilleur compositing dans un film pour Mathew Krentz, Jordan Benwick, Enrico Perei et Rafal Kaniewski.

## Analyse

### Différences entre le livre et le film
- À la banque zurichoise, Robert et Sophie se trompent une première fois de code en inscrivant la séquence de Fibonacci dans le désordre (telle qu'elle a été donnée par Jacques Saunière avant sa mort). Dans le film, la séquence est entrée correctement du premier coup.
- Dans le livre, le Cryptex est plus complexe qu'il n'y parait. Il est assemblé comme des poupées russes. En effet ce dernier s'ouvre avec le mot "sofia" et montre qu'il en cachait un autre plus petit. Dans le film, le Cryptex s'ouvre après une seule énigme.
- Dans le livre, pour comprendre où se trouve la vraie tombe ornée d'un globe (celle d'Isaac Newton), Robert Langdon et Sophie Neveu se rendent dans une bibliothèque publique. Dans le film, nos deux héros trouvent la solution grâce à un portable connecté à internet.
- L'histoire se termine dans la Chapelle Rosslyn. Dans le livre, les deux héros trouvent de nombreux documents sur le Saint-Graal conservés par les membres du Prieuré. Sophie découvre alors qu'elle a un frère et qu'ils forment à eux-deux les descendants de Jésus Christ et de Marie-Madeleine. Dans le film, Sophie est la seule survivante de la lignée.

## Autour du film

### Produits dérivés
- Da Vinci Code, jeu vidéo d'Electronic Arts, sorti en même temps que le film